# Toilet papering
 (novembre 2010).
Si vous disposez d'ouvrages ou d'articles de référence ou si vous connaissez des sites web de qualité traitant du thème abordé ici, merci de compléter l'article en donnant les références utiles à sa vérifiabilité et en les liant à la section « Notes et références ».

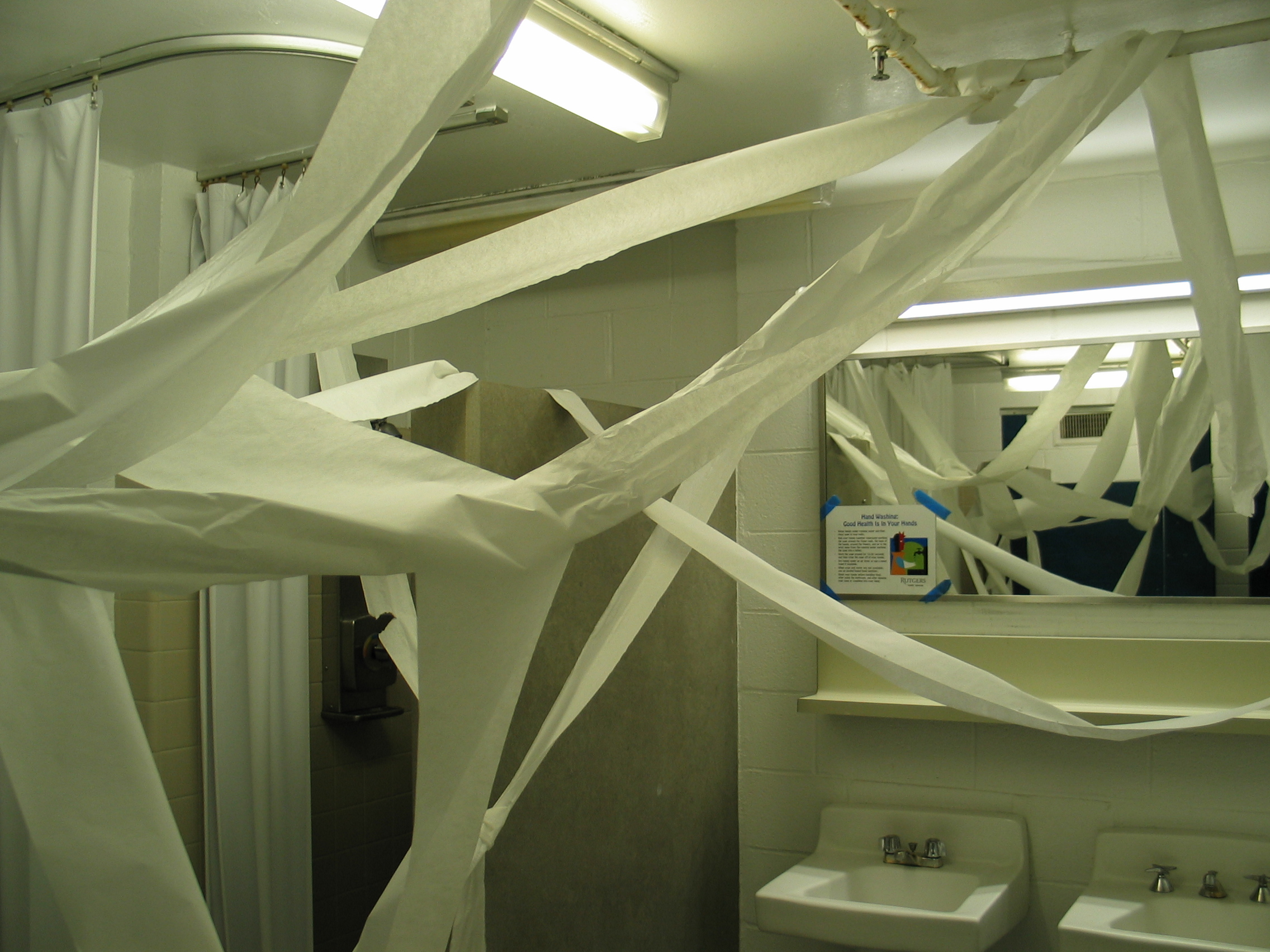
Lancers de papier de toilette dans des toilettes.

Le toilet papering (aussi appelé TP'ing, maison d'emballage, pécufiage ou yard rolling) est l'acte de recouvrement d'un objet, tel qu'un arbre, maison, ou d'une autre structure avec papier toilette. Cela se fait habituellement en lançant de nombreux rouleaux de papier hygiénique de telle sorte qu'ils se déroulent dans les airs et retombent ainsi sur l'objet ciblé comme de multiples guirlandes. La pose de papier peint toilette est commune aux États-Unis et a souvent lieu après un entrainement de football ou l'obtention du diplôme, ainsi que pendant Halloween.[citation nécessaire]
Dans certains États des États-Unis, comme la Californie et la Virginie, le jet de papier toilette est considéré comme un acte malveillant ou de vandalisme. Pourtant, dans certains États, comme le Texas et le Minnesota, il est légal et ne peut être l'objet d'une condamnation à une amende[citation nécessaire].
Le jet de papier de toilette peut être considéré comme une initiation, une plaisanterie, ou comme une farce peu malicieuse (et généralement inoffensive). Les enseignants, les amis, les bâtiments scolaires, et d'autres figures peuvent être prises pour cible par les « toilette-paperers ». Le lutteur de la  Ring of Honor Jimmy Rave a des fans qui lui jettent du papier de toilette à chaque fois qu'il fait une entrée sur le ring[citation nécessaire].

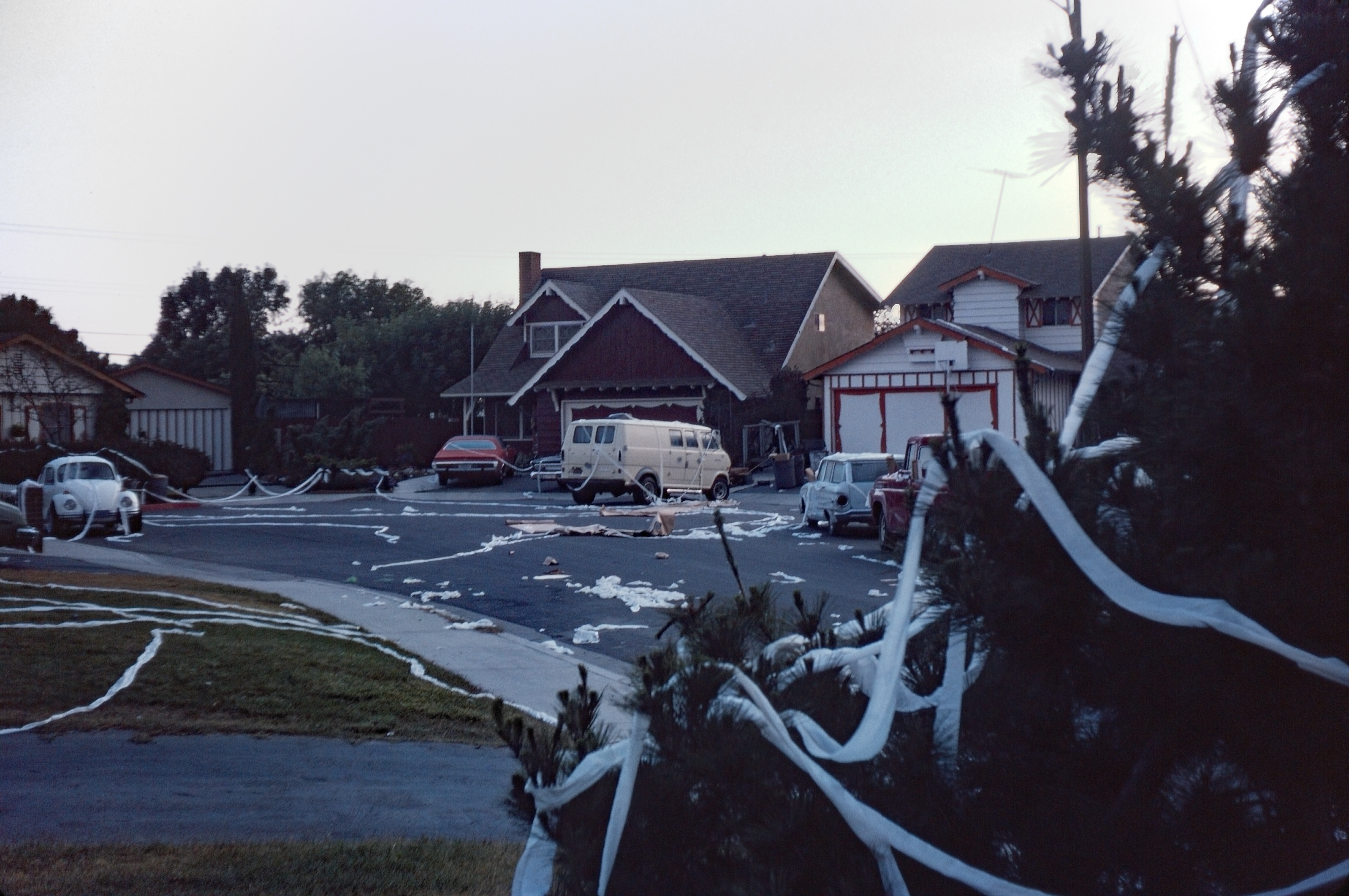
Toilet papering dans une rue de Carson, en Californie (1975).

Le lancer de papier de toilette est une des participations de l'auditoire lors des spectacles associés aux projections du film The Rocky Horror Picture Show. Les rouleaux de papier hygiénique sont habituellement jetés quand un personnage crie la phrase « Great Scott! » en réponse à l'entrée du Dr. Everett Scott, dont le nom rappelle celui du Scott Paper, une marque de papier de toilette.